# Bộ Cá tầm

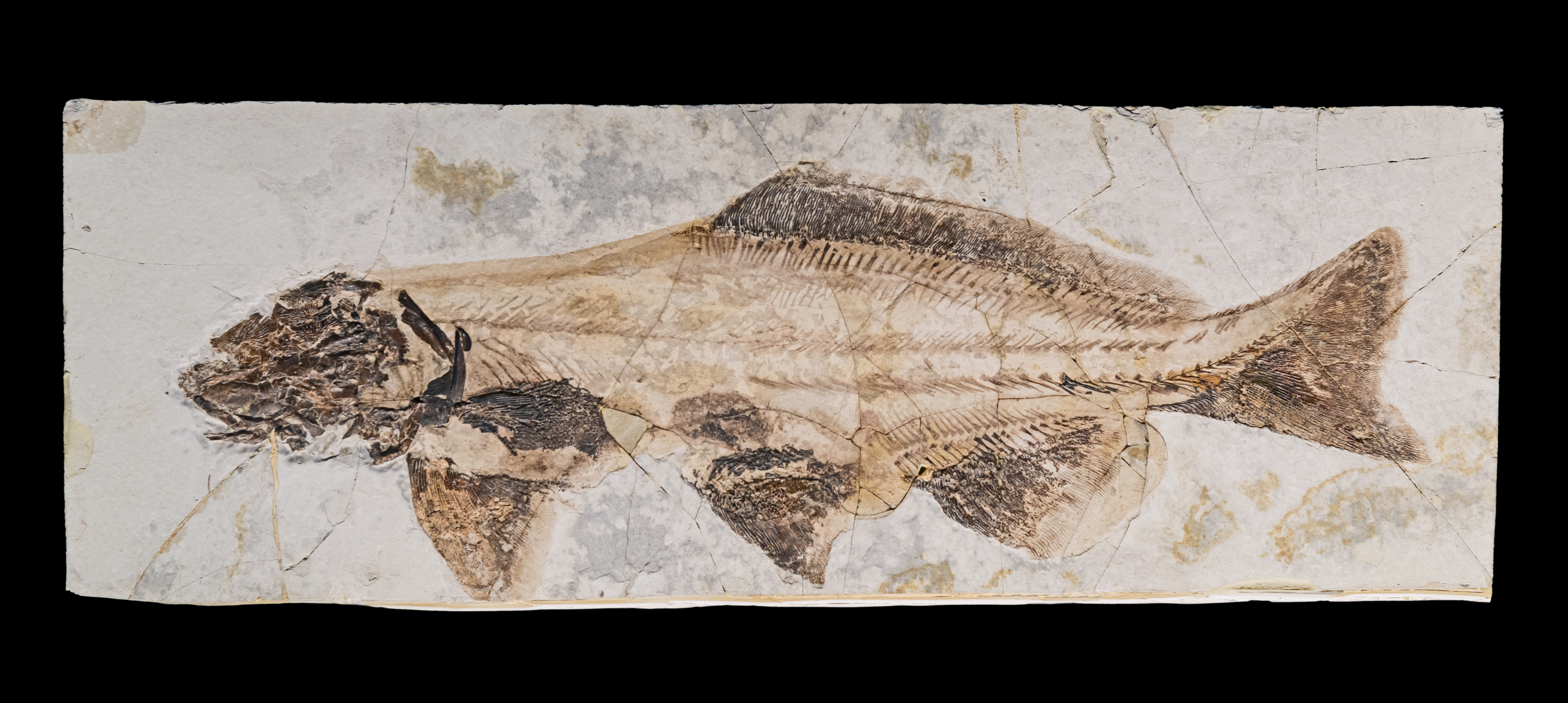
Yanosteus longidorsalis

Bộ Cá tầm (Acipenseriformes; /æsɪˈpɛnsərɪfɔːrmiːz/) là một bộ của lớp cá vây tia (Actinopterygii) nguyên thủy bao gồm trong đó các họ cá tầm và cá tầm thìa, cũng như một số họ đã tuyệt chủng.
- - Phân họ Acipenserinae
    - Chi Acipenser
      - Acipenser baerii
        - Acipenser baerii baerii - cá tầm Siberi
        - Acipenser baerii baicalensis - cá tầm Baikal

      - Acipenser brevirostrum - cá tầm mũi ngắn, Hoa Kỳ
      - Acipenser dabryanus - cá tầm sông Dương Tử, Trung Quốc
      - Acipenser fulvescens - cá tầm hồ, Hoa Kỳ
      - Acipenser gueldenstaedtii - cá tầm Nga
      - Acipenser medirostris - cá tầm lục
      - Acipenser mikadoi - cá tầm Sakhalin
      - Acipenser multiscutatus - cá tầm Nhật Bản
      - Acipenser naccarii - cá tầm Adriatic
      - Acipenser nudiventris - cá tầm râu tua
      - Acipenser oxyrinchus: Hoa Kỳ
        - Acipenser oxyrinchus desotoi - cá tầm vịnh
        - Acipenser oxyrinchus oxyrinchus - cá tầm Đại Tây Dương

      - Acipenser persicus - cá tầm Ba Tư
      - Acipenser ruthenus - cá tầm sông Danube
      - Acipenser schrenckii - cá tầm sông Amur
      - Acipenser sinensis - cá tầm Trung Quốc
      - Acipenser stellatus - cá tầm sao
      - Acipenser sturio - cá tầm thông thường, cá tầm châu Âu, còn gọi là "cá tầm Baltic" một cách sai lầm.
      - Acipenser transmontanus - cá tầm trắng

    - Chi Huso
      - Huso huso - cá tầm Beluga
      - Huso dauricus - cá tầm Kaluga

  - Phân họ Scaphirhynchinae
    - Chi Scaphirhynchus
      - Scaphirhynchus albus - cá tầm da vàng nhợt
      - Scaphirhynchus platorynchus - cá tầm mũi xẻng
      - Scaphirhynchus suttkusi - cá tầm Alabama

    - Chi Pseudosaphirhynchus
      - Pseudoscaphirhynchus hermanni - cá tầm lùn
      - Pseudoscaphirhynchus fedtschenkoi - cá tầm sông Syr Darya
      - Pseudoscaphirhynchus kaufmanni - cá tầm sông Amu Darya
- Họ Polyodontidae (cá tầm thìa)
  -     - Chi Polyodon
      - Polyodon spathula - cá tầm thìa Mỹ, Hoa Kỳ

    - Chi Psephurus
      - Psephurus gladius - cá tầm thìa Trung Quốc

(Nguồn: Fishbase.org)